# 34è Festival Internacional de Cinema de Berlín
El 34è Festival Internacional de Cinema de Berlín va tenir lloc entre el 17 i el 28 de febrer de 1984. El festival va obrir amb Das Arche Noah Prinzip de Roland Emmerich. El Lleó d'Or fou atorgat a la pel·lícula estatunidenca Love Streams dirigida per John Cassavetes. Es va mostrar al festival una retrospectiva dedicada a l'actor, guionista, productor i director germano-estatunidenc Ernst Lubitsch.

## Jurat

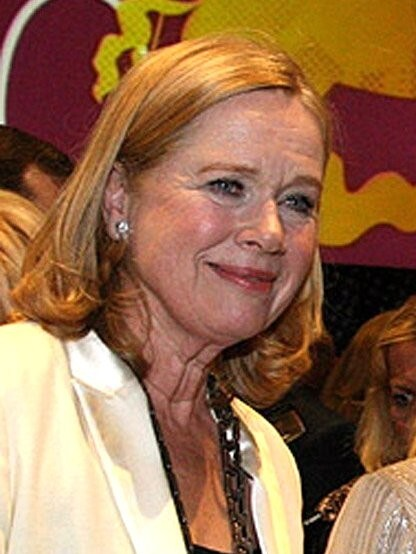
Liv Ullmann, presidenta del jurat

El jurat del festival estaria format per les següents persones:
- Liv Ullmann (president)
- Jules Dassin
- Edward Bennett
- Manuela Cernat-Gheorghiu
- Lana Gogoberidze
- Tullio Kezich
- Steffen Kuchenreuther
- Jeanine Meerapfel
- Kevin Thomas
- Mario Vargas Llosa
- Adolphe Viezzi

## Pel·lícules en competició
Les següents pel·lícules van competir per l'Os d'Or:
| Títol original               | Director(s)                        | País            |
| ---------------------------- | ---------------------------------- | --------------- |
| À nos amours                 | Maurice Pialat                     | França          |
| Akelarre                     | Pedro Olea                         | Espanya         |
| Ah Ying                      | Allen Fong                         | Hong Kong       |
| Ärztinnen                    | Horst Seemann                      | Alemanya        |
| Das Arche Noah Prinzip       | Roland Emmerich                    | Alemanya        |
| Das Autogramm                | Peter Lilienthal                   | Alemanya        |
| Le Bal                       | Ettore Scola                       | Itàlia          |
| Champions                    | John Irvin                         | Regne Unit      |
| Crackers                     | Louis Malle                        | Estats Units    |
| The Dresser                  | Peter Yates                        | Regne Unit      |
| Flirt                        | Roberto Russo                      | Itàlia          |
| Klassenverhältnisse          | Jean-Marie Straub, Danièle Huillet | França          |
| Könnyü testi sértés          | György Szomjas                     | Hongria         |
| Love Streams                 | John Cassavetes                    | Estats Units    |
| Mann ohne Gedächtnis         | Kurt Gloor                         | Suïssa          |
| Morgen in Alabama            | Norbert Kückelmann                 | Alemanya        |
| Nankyoku Monogatari          | Koreyoshi Kurahara                 | Japó            |
| No habrá más penas ni olvido | Héctor Olivera                     | Argentina       |
| Rembetiko                    | Costas Ferris                      | Grècia          |
| Skønheden og udyret          | Nils Malmros                       | Dinamarca       |
| Star 80                      | Bob Fosse                          | Estats Units    |
| De stille Oceaan             | Digna Sinke                        | Països Baixos   |
| Les voleurs de la nuit       | Samuel Fuller                      | França          |
| Voenno-polevoi roman         | Piotr Todorovski                   | Unió Soviètica  |
| Xue, zong shi re de          | Yan Wen                            | R.P. de la Xina |

## Premis

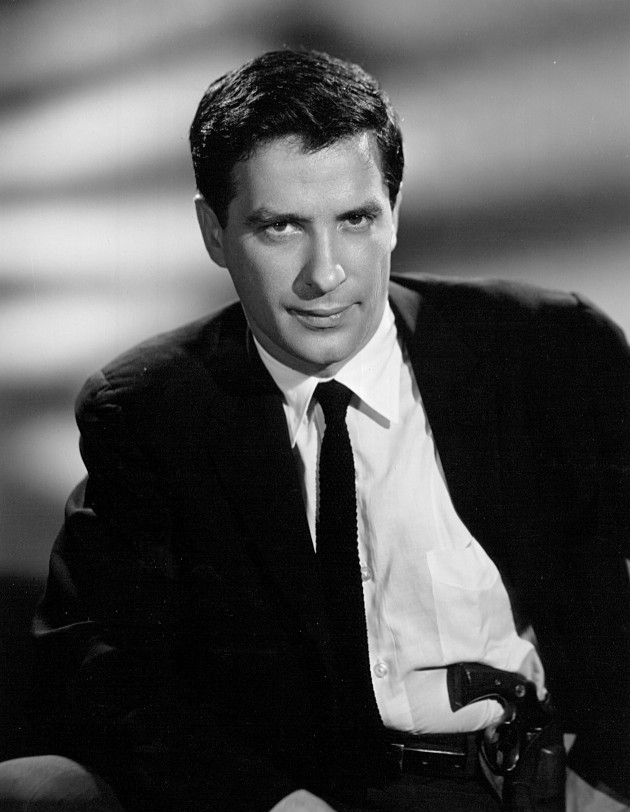
John Cassavetes, guanyador de l'Os d'Or.

El jurat va atorgar els següents premis:
- Os d'Or: Love Streams de John Cassavetes
- Os de Plata - Gran Premi del Jurat: No habrá más penas ni olvido d'Héctor Olivera
- Os de Plata a la millor direcció: Ettore Scola per Le Bal
- Os de Plata a la millor interpretació femenina: Inna Txurikova per Voenno-polevoi roman
- Os de Plata a la millor interpretació masculina: Albert Finney per The Dresser
- Os de plata per a un assoliment singular excepcional: Monica Vitti per Flirt
- Os de Plata:
  - Rembetiko de Costas Ferris
  - Morgen in Alabama de Norbert Kückelmann
- Menció honorífica: Jean-Marie Straub, Danièle Huillet per Klassenverhältnisse
- Premi FIPRESCI
  - Love Streams de John Cassavetes i No habrá más penas ni olvido d'Héctor Olivera